# ماريا كانغ
ماريا كانغ (بالإنجليزية: Maria Kang)‏ هي مدونة أمريكية، ولدت في 1980 في سان فرانسيسكو في الولايات المتحدة.